# Östra Finnliden
Östra Finnliden este o arie protejată (arie specială de conservare — SAC, sit de importanță comunitară — SCI) din Suedia întinsă pe o suprafață de 2,1 ha, integral pe uscat.

## Localizare
Centrul sitului Östra Finnliden este situat la coordonatele 65°02′09″N 19°28′53″E / 65.0358°N 19.4815°E.

## Înființare
Situl Östra Finnliden a fost declarat sit de importanță comunitară în decembrie 1998 pentru a proteja 1 specie de plante. Situl a fost protejat și ca arie specială de conservare în martie 2011.

## Biodiversitate
Situată în ecoregiunea boreală, aria protejată conține 1 habitat natural: Taiga vestică.
La baza desemnării sitului se află o specie protejată de  plante: Calypso bulbosa.